# Maripari
Maripari is een bestuurslaag in het regentschap Garut van de provincie West-Java, Indonesië. Maripari telt 5199 inwoners (volkstelling 2010).